# كوبيكا

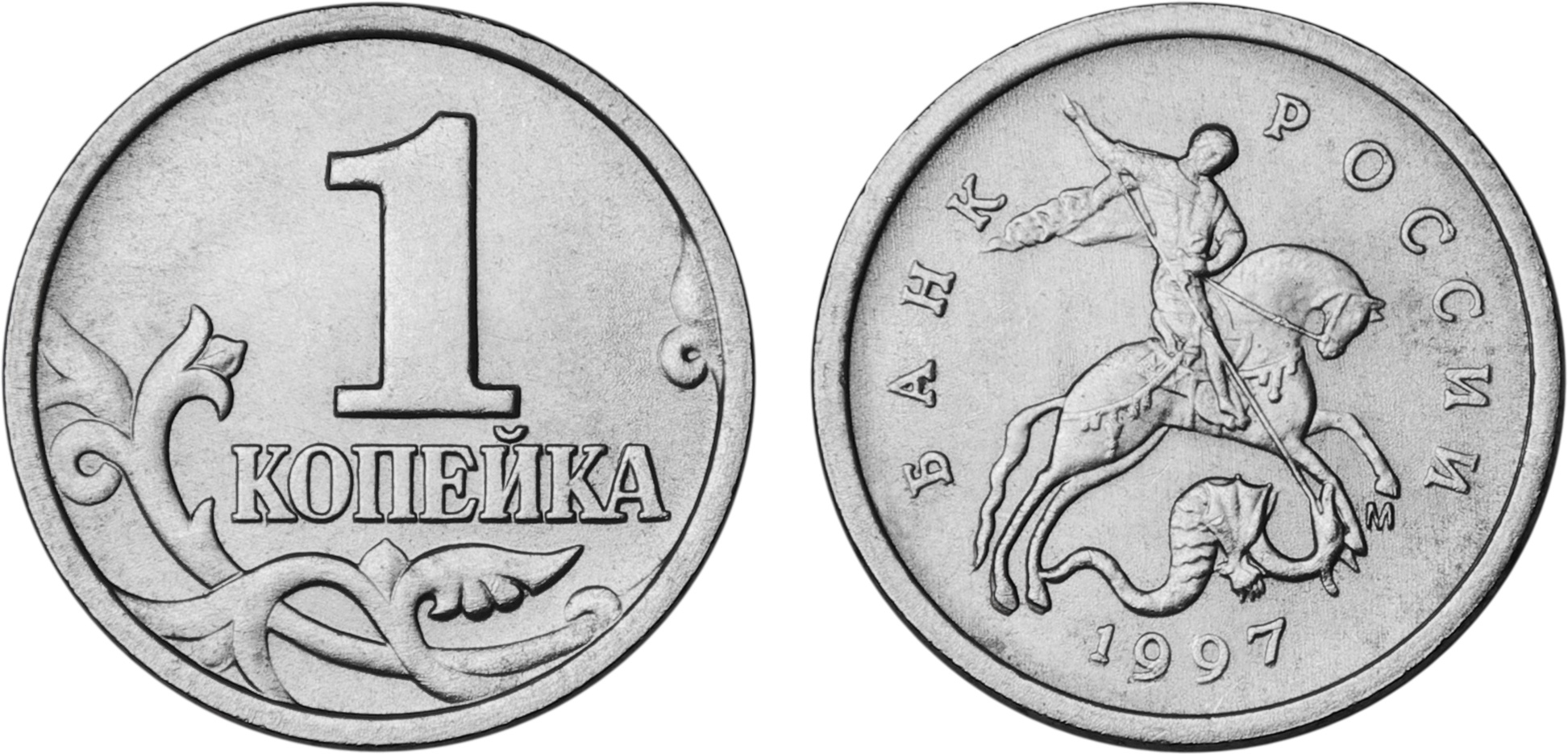
كوبيكا 1997 (روسيا)

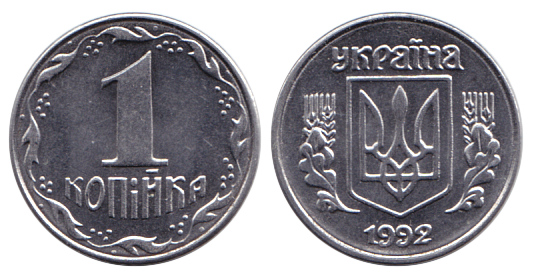
كوبيكا 1992 (أوكرانيا)

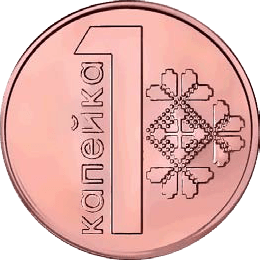
كابيجكا 2009، عكس (بيلاروسيا)

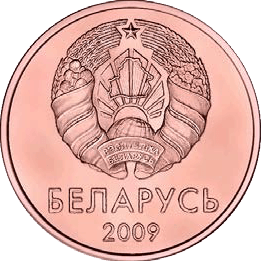
كابيجكا 2009، وجه (بيلاروسيا)

الكوبيكا أو الكوبيك (بالروسية: копейка)‏ أو (بالأوكرانية: копійка)‏ أو (بالبيلاروسية: капейка)‏ هي عملة معدنية أو وحدة عملة لعدد من البلدان في أوروبا الشرقية مرتبطة ارتباطاً وثيقاً باقتصاد روسيا. عادة ما تكون أصغر فئة داخل نظام العملة؛ 100 كوبيك تساوي 1 روبل أو 1 هريفنا.
في الأصل، كان الكوبيك هو وحدة العملة للإمبراطورية الروسية، وجمهورية روسيا الاتحادية الاشتراكية السوفياتية ثم الاتحاد السوفياتي (مثل الروبل السوفياتي). واعتبارًا من 2020 وهي الوحدة النقدية لروسيا وبيلاروسيا وأوكرانيا. يُستخدم الكوبيك الروسي أيضًا في منطقتين من جورجيا، الدولتين المعترف بهما جزئيًا (بما في ذلك روسيا) أبخازيا وأوسيتيا الجنوبية. وترانسنيستريا المعترف بها جزئيًا لها كوبيك خاص بها. في الماضي، كان لدى العديد من الدول الأخرى المتأثرة بروسيا والاتحاد السوفيتي وحدات عملة كانت تسمى أيضًا كوبيل.
اسم العملة الأذربيجانية يأتي من كلمة kopeck – غابيك ( (بالأذرية: qəpik)‏. ,1⁄100 مانات).
لا يوجد كوبيك في أي بلد حاليًا مقسم إلى أجزاء، على الرغم من أن الدينغا (½ كوبيك) والبولوشكا (¼ كوبيك) تم سكهما بشكل متكرر لعدة قرون، حتى سقوط سلالة رومانوف في فبراير 1917 (OS) / مارس 1917 (NS).

## أصول
الكلمة كوبيك، أو كوبيكا (بالروسية: копейка أو kopeyka)‏ وهو شكل مصغر من kop'yo الروسية (копьё) - الرمح[بحاجة لمصدر]. وتُظهِر عملات الكوبيك الأولى، التي سُكَّت في نوفغورود وبسكوف منذ حوالي عام 1534 فصاعدًا، فارسًا يحمل رمحًا. منذ أربعينيات القرن السادس عشر فصاعدًا، فارساً يرتدي تاجًا؛ مما لا شك فيه أن الهدف كان تمثيل إيفان الرهيب، الأمير الأكبر لكل روسيا حتى عام 1547، والقيصر بعد ذلك. سكت العملة لاحقًا، بدءًا من القرن الثامن عشر، عندما قام القديس جرجس بضرب ثعبان بالرمح، وسميت كوبيك من kop'yo (копьё).

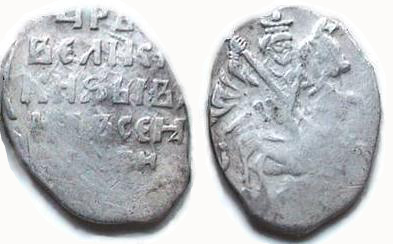
كوبيك إيفان الرابع
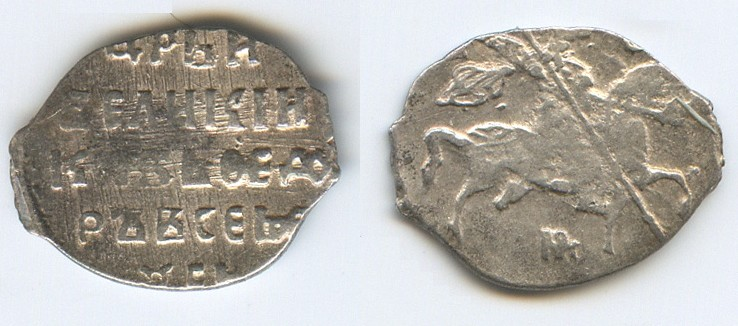
كوبيك فيودور الثاني، حوالي عام 1605
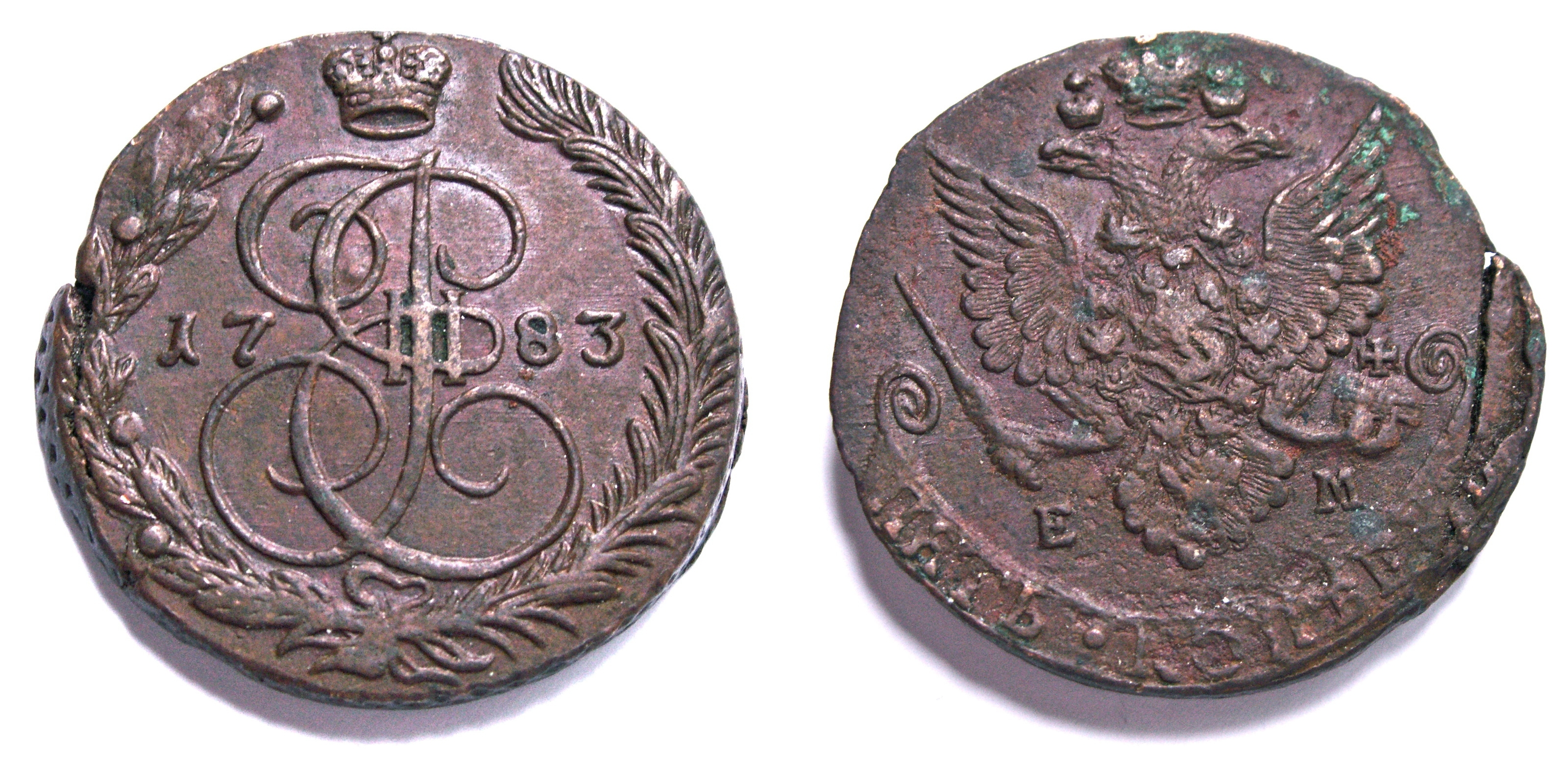
عملة نحاسية من فئة خمسة كوبيل لكاترين الثانية، 1783
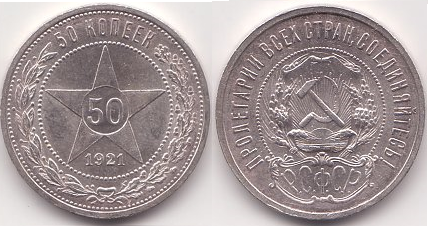
عملة روسية من الفئة 50 كوبيك من الجمهورية اللاتينية والاشتراكية الاشتراكية السوفيتية، 1921
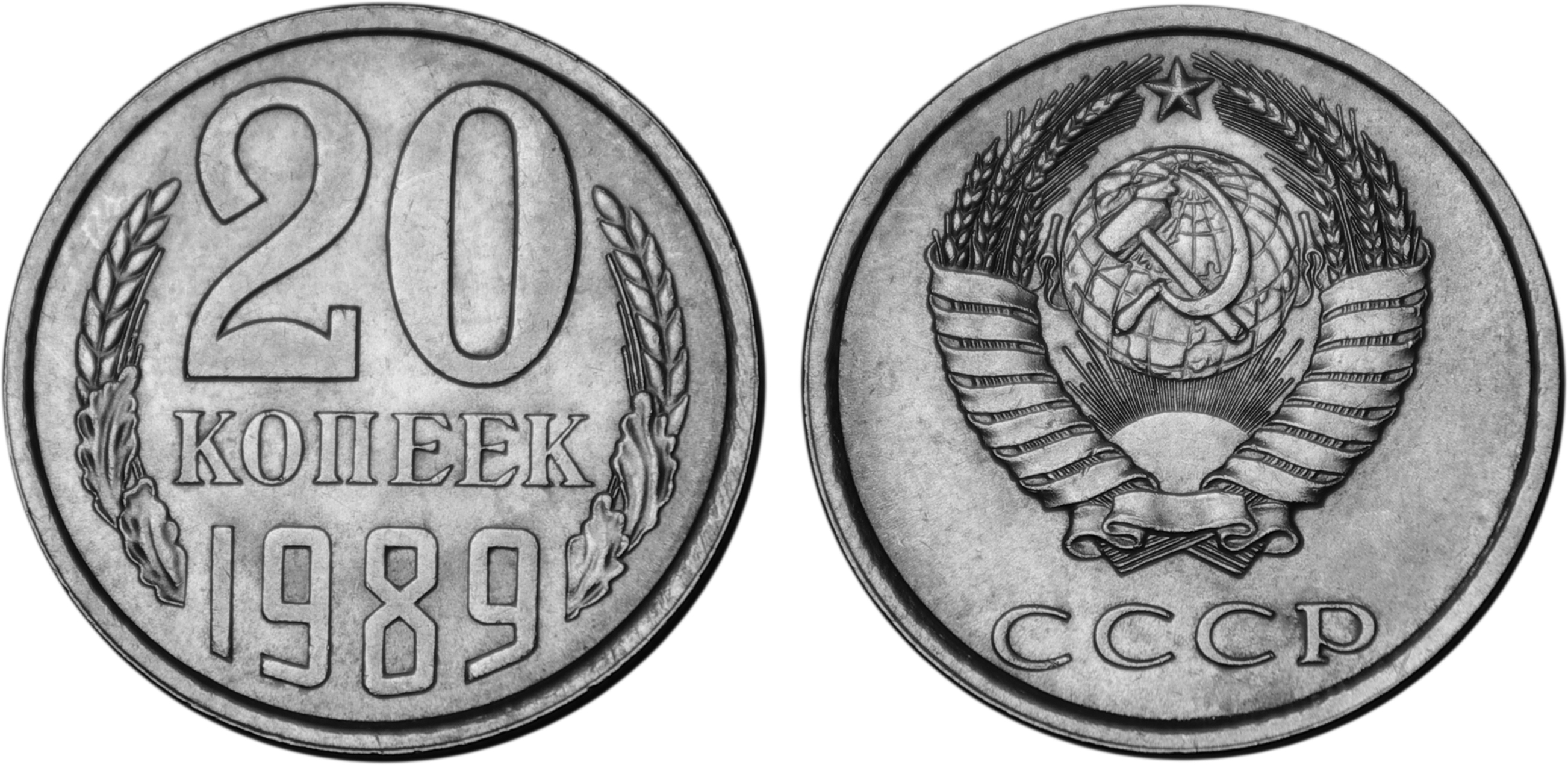
عملة سوفيتية فئة 20 كوبيك، 1989
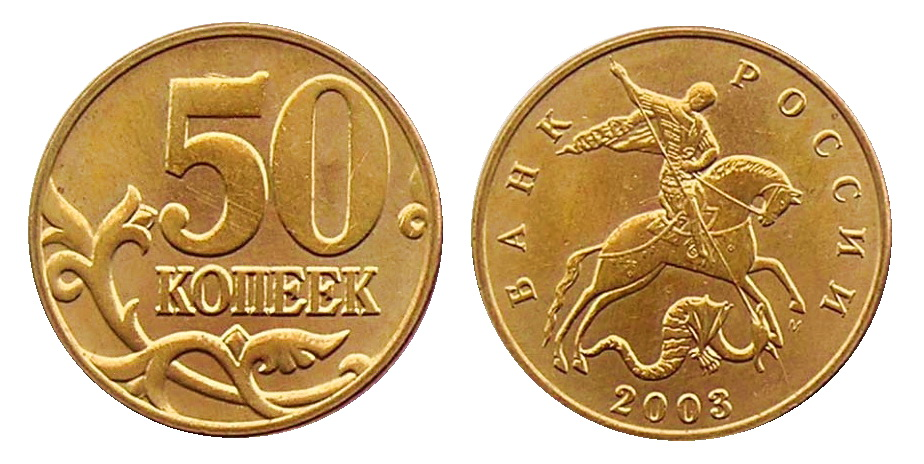
عملة روسية من فئة 50 كوبيك، 2003

## التعبيرات
في الفرنسية، كوبيك عادة ما يشير إلى شيء قليل القيمة أو الفائدة: " cela ne vaut pas un kopek ".